# Georg van Espelbach

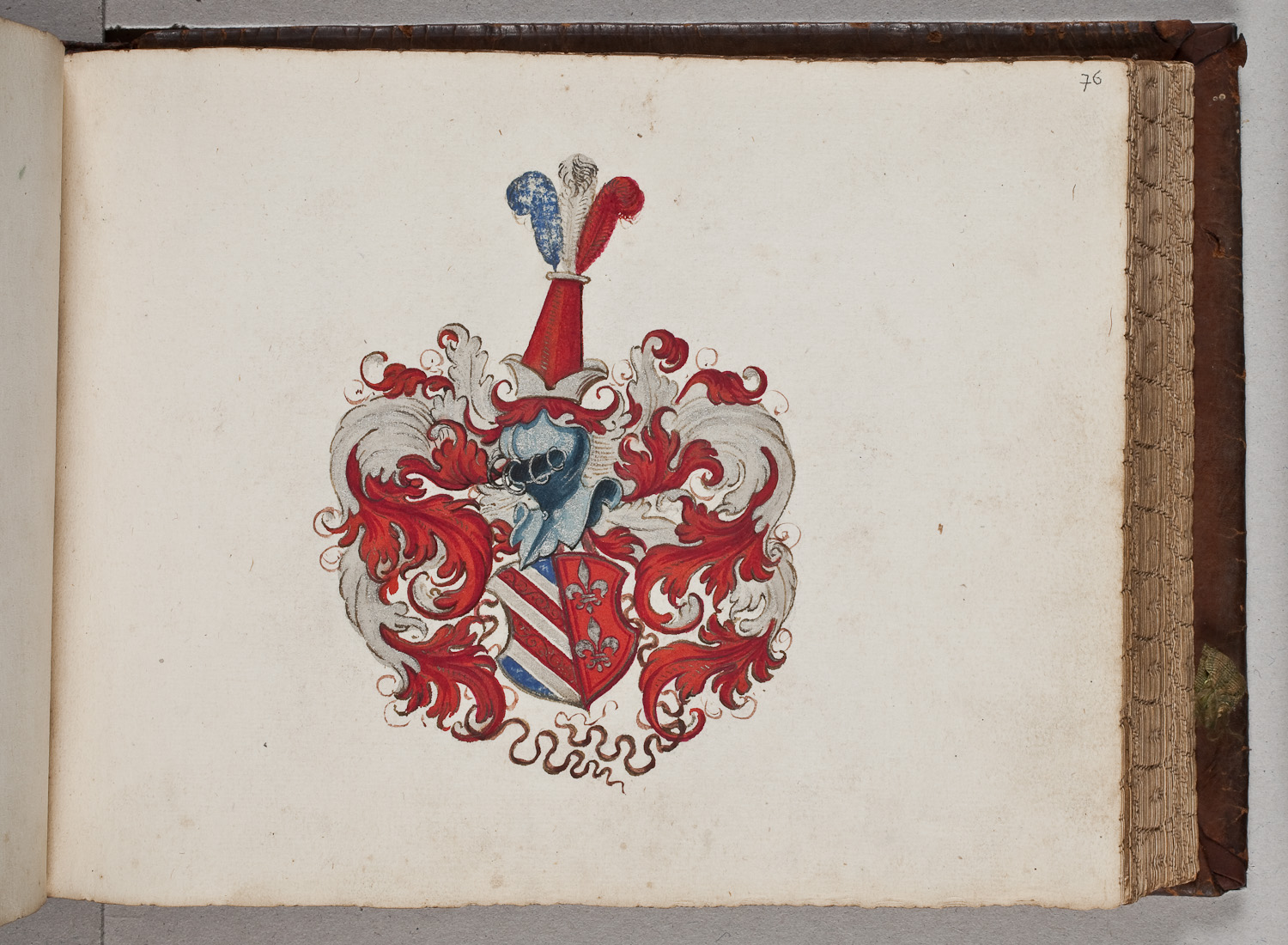
Anna van Espelbach, wapenschildering: links de schuine balken van Espelbach, rechts de lelies in rood van Dekema

Georg van Espelbach (Dinkelsbühl, 1512 – Harlingen, 29 maart 1575) was van 1560 tot 1575 drossaard en olderman van de Friese stad Harlingen en grietman van de Friese grietenij Barradeel.

## Afkomst
Georg was de zoon van Hans von Espelbach en Anna Eberhart. Zijn vader behoorde tot de lagere adel (ridder) en bekleedde diverse functies in het stadsbestuur van Dinkelsbühl en in de Duitse Orde. Verder was hij enige tijd overste landvoogd van de drie rijkssteden Rothenburg ob der Tauber, Dinkelsbühl en Schwäbisch Hall. Hans en Anna hadden vijf kinderen en Georg werd degene met een indrukwekkende loopbaan. 

## Loopbaan als ridder
Over de eerste dertig jaar van zijn leven is niets bekend. Maar hij moet wel een bepaalde opleiding hebben gevolgd die hem geschikt maakte voor een militaire carrière. Tussen 1542 en 1555 nam hij in dienst van keizer Karel V deel aan verscheidene veldtochten en belegeringen in Duitsland, Frankrijk en Hongarije. Ook was hij in 1543 betrokken bij de verovering van het hertogdom Gelre. Vanaf 1546 werd hij regelmatig benoemd tot oorlogscommissaris en in die functie was hij onder meer belast met het werven van huursoldaten en het beheren van de oorlogskas. Na het aftreden van Karel V in 1555 trad hij in dienst bij koning Philips II van Spanje. 

## Adelsbrief
Op 20 oktober 1555 kreeg Georg van Espelbach van Karel V een adelsbrief, waarin zijn adelstand als ridder werd vernieuwd en bevestigd en tevens die van zijn voorouders. Het familiewapen mocht worden aangepast aan de nieuwe situatie en Georg kreeg diverse vrijheden en privileges toegekend. Zo mocht hij een kasteel bouwen of kopen en zich daar naar noemen, mocht hij niet door vreemde rechters worden veroordeeld maar uitsluitend voor het koninklijke of keizerlijke rijkskamergerecht worden gedaagd, hoefde hij persoonlijke en burgerlijke belastingen niet te betalen en mochten Joodse geldschieters hem geen rente vragen: ‘bescherming tegen jodenwoeker’.
Tegelijkertijd werd hij benoemd tot ridder in de Orde van de Gulden Spoor (Eques Auratus), een benoeming waar overwegend leden van de lagere adel voor in aanmerking kwamen.

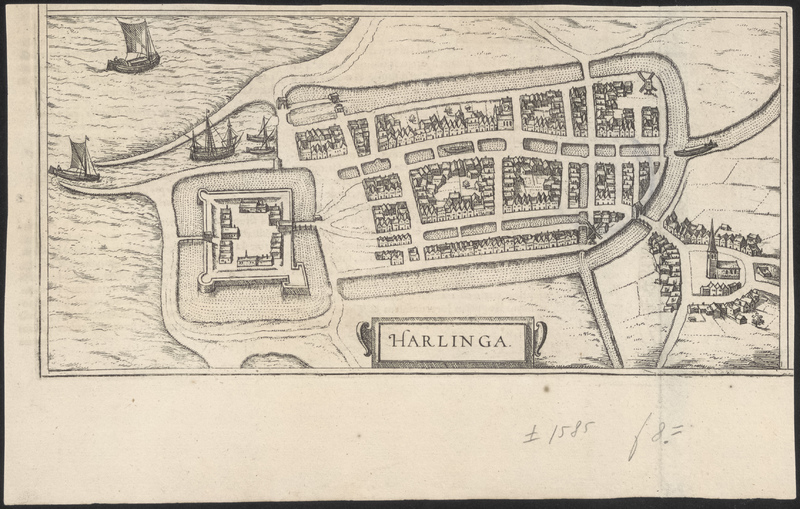
Plattegrond Harlingen omstreeks 1588

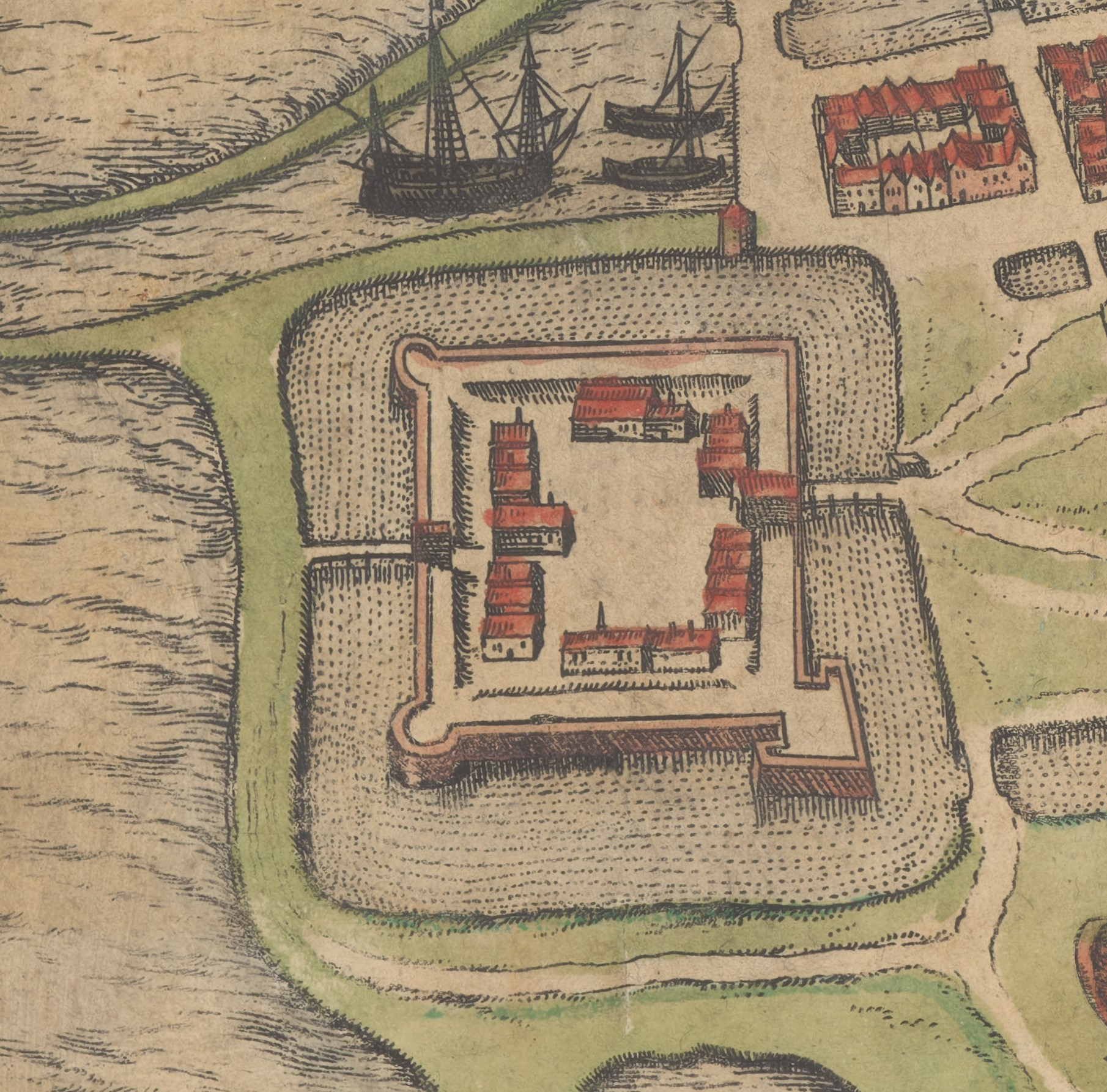
Blokhuis Harlingen

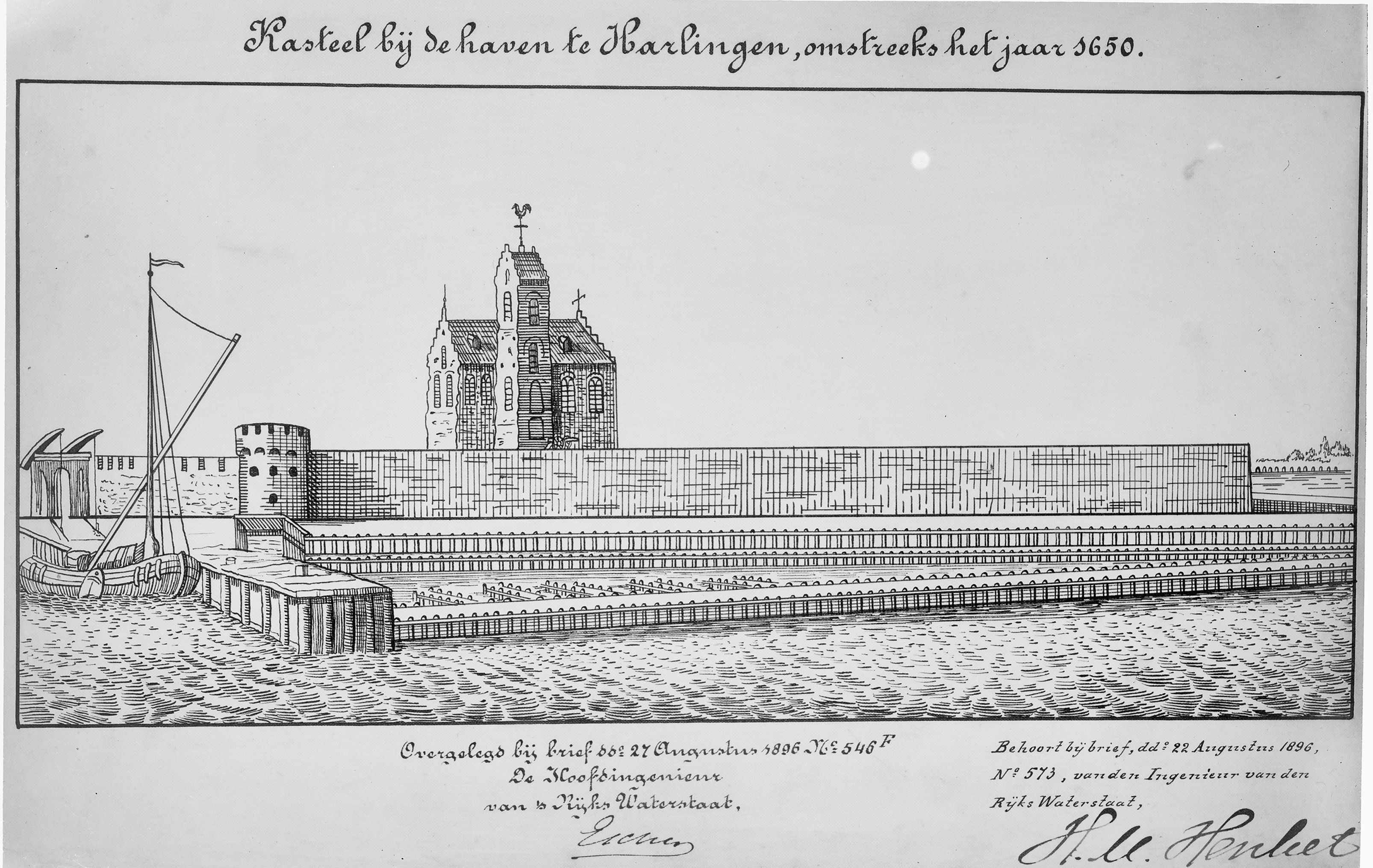
Kasteel bij de haven van Harlingen omstreeks 1650

## Drossaard, olderman en grietman
Georg van Espelbach gold als een bekwame oorlogscommissaris. Hij was opgevallen bij Viglius, de belangrijkste adviseur van landvoogdes Maria van Hongarije. Ook Philips II was heel tevreden over zijn trouwe dienaar en in de zomer van 1559 kende hij Georg een jaarlijks pensioen toe en schonk hem het kasteel Schuilenburg inclusief een bedrag voor het onderhoud. Georg wilde daar niet zelf gaan wonen en keek ondertussen uit naar andere mogelijkheden. Nadat op 15 februari 1560 Christoffel von Sternsee overleed, drossaard en olderman van Harlingen en grietman van Barradeel, werd Georg van Espelbach zijn opvolger, hoogstwaarschijnlijk op voorspraak van Viglius.

## Huwelijk met Catharina van Dekema
Op 4 augustus 1561 trouwde de 49-jarige Georg in Sneek met de 19-jarige Catharina van Dekema, dochter van Sicke van Dekema en Lucia van Liauckema. Sicke van Dekema was raadsheer bij het Hof van Friesland en ridder in de Orde van het Gulden Vlies. Het huwelijk was niet alleen door Viglius gearrangeerd, maar hij betaalde ook de bruiloft en schonk aan Georg een gouden trouwring, die van Viglius’ overleden vrouw was geweest. Viglius was rond Pinksteren met een schip in Harlingen aangekomen en had ervoor gezorgd dat op 30 juni de rechten en de plichten van de huwelijkspartners (na onderhandelingen tussen de families) werden vastgelegd. Een dag later werd de verloving bekend gemaakt. 
Op de terugreis van Sneek naar Harlingen werden Georg en zijn vrouw vergezeld door stadhouder graaf van Aremberg en zijn gevolg.
Het echtpaar kreeg vijf kinderen: Anna, Georg (Julius Georgius), Sixtus, Lucia en Emerentia.

## Huisvesting
De drossaard van Harlingen woonde op het blokhuis aan de zeezijde van de stad. Het eenvoudige blokhuis uit 1499 werd in de loop van de tijd versterkt en uitgebreid. Er ontstond een ommuurde vesting met daarbinnen diverse gebouwen met verschillende functies. Er was o.a. een loods voor munitie, een kazerneachtig woongedeelte voor het vaste garnizoen, een gevangenis en een woongedeelte voor de drossaard met zijn familie en personeel. In 1553 had drossaard Christoffel von Sternsee het woongedeelte vernieuwd, het zogenoemde Blauwhuis. Zijn opvolger Van Espelbach voelde zich daarin ‘een klein koninkje’ ook al lag Harlingen voor zijn gevoel ‘aan het eind van de wereld’. Zelf had hij opdracht van Philips II om het blokhuis verder flink te versterken en daarvoor had hij zo’n zestig man aan het werk. 
De ommuurde vesting was omringd door een brede gracht die omgeven was door brede wallen. Aan de zeezijde dienden die wallen tevens als zeewering. In later eeuwen werd het gehele complex ook wel als kasteel aangeduid.

## Tijdens de Opstand
Voordat de Tachtigjarige Oorlog in 1568 officieel begon voerden geuzen al landgangen uit op o.a. de Waddeneilanden en de Friese kust waarbij ze vooral kerken, kloosters en rijke roomse boeren plunderden. In 1563 deed de drossaard van Harlingen daarover verslag aan de landvoogdes, waarbij hij aandrong op opsporing en straffen van de daders. Hij noemde hen toen nog plunderende piraten, maar na de beeldenstorm in augustus 1566 wist hij zeker dat het geuzen waren en vroeg hij zich bezorgd af, of het zover zou komen dat iedereen mocht gaan geloven wat hem goeddunkt.

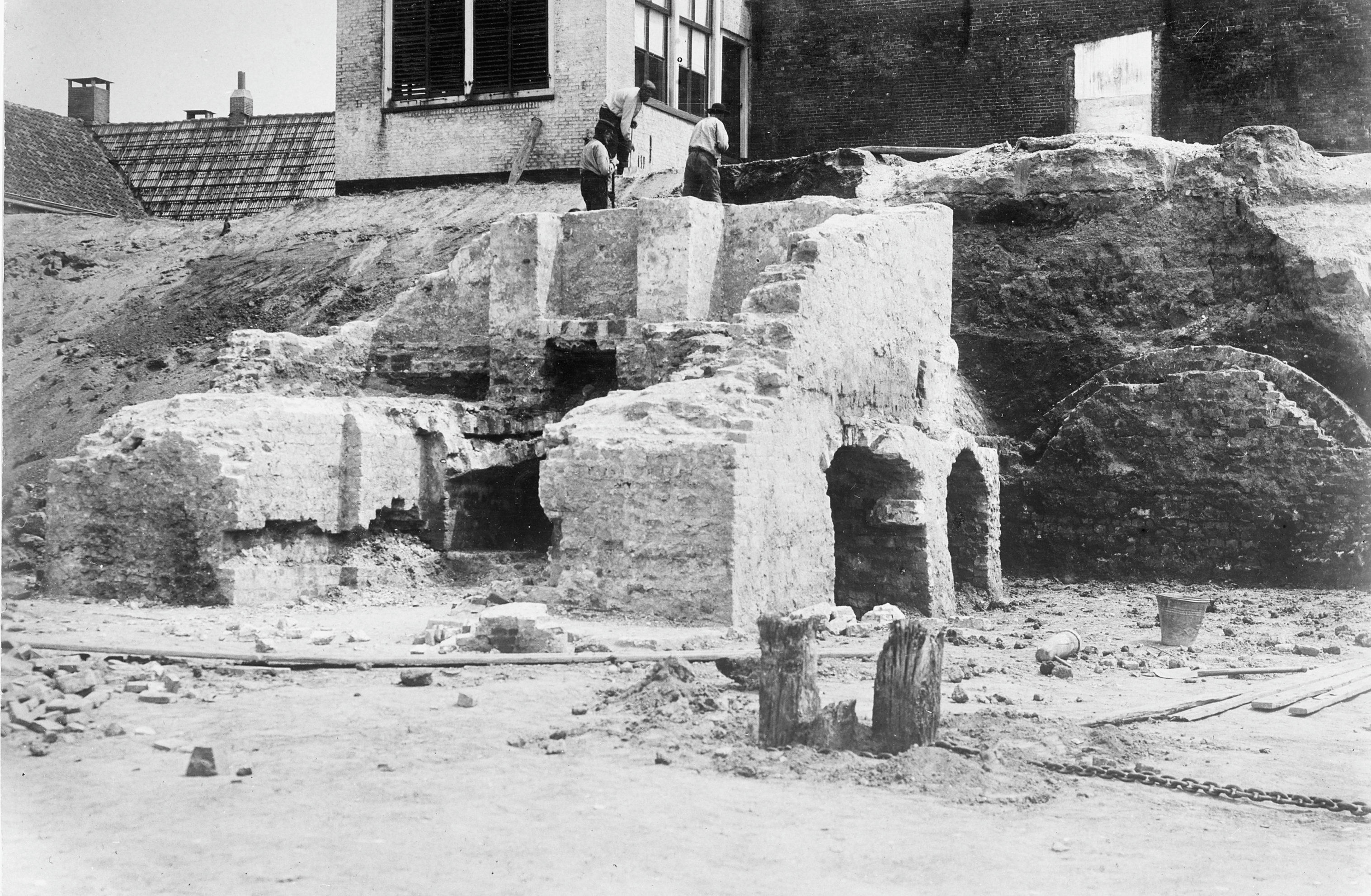
Ontgraving 1896 in Harlingen: restanten van het kasteel/blokhuis

In 1567 kon Georg van Espelbach enkele belangrijke geuzen gevangen nemen, dankzij het verraad van de Harlinger schipper Jacob Donker. Deze was onderweg met aan boord geuzen, die naar Emden wilden vluchten. Hij voer van Amsterdam langs Enkhuizen, maar in plaats van ook langs Harlingen door te varen liet hij zijn schip iets ten zuiden van Harlingen aan de grond lopen, vlak bij een Spaans galeischip. Aan boord waren onder meer de edelen Gijsbert van Bronkhorst-Batenburg en zijn broer Dirk, Hartman Galama, Sjoerd Lieuwes van Beyma en Willem Bonga. Ze hadden waardevolle kerkelijke voorwerpen bij zich die eerder bij landgangen en tijdens de beeldenstorm waren buitgemaakt. Zij werden op het blokhuis gevangen gezet en daar vanaf 9 mei door stadhouder Van Aremberg in aanwezigheid van de drossaard verhoord, waarbij uiteraard ook de pijnbank werd gebruikt. Een deel van hen werd doorgestuurd naar de staatsgevangenis in Vilvoorde bij Brussel. Ze werden door Alva op 28 mei 1568 ter dood veroordeeld, waarna het vonnis op 1 juni werd voltrokken. 
In 1570 was de drossaard opnieuw bezig het blokhuis verder te versterken, want de geuzen werden in het Waddengebied steeds sterker. In het voorjaar van 1572 had kolonel Caspar de Robles op de blokhuizen van Leeuwarden en Harlingen Waalse soldaten gelegerd onder een eigen commandant, omdat hij vreesde dat de soldaten die daar lagen de kant van de geuzen zouden kunnen kiezen.  Daarmee was Georg van Espelbach als drossaard niet meer eigen baas over de in zijn blokhuis gelegerde troepen.
Bij het grootscheepse herstel van de zeedijken noord en zuid van Harlingen, dat in maart 1574 begon, dreigde in juni 1574 oproer omdat er niet genoeg eten was voor de vele dijkwerkers en de burgers van Harlingen. De drost/olderman ondertekende samen met de dijkgraaf en een leidinggevende bij het dijkwerk een brief aan (inmiddels stadhouder) Caspar de Robles, om zo spoedig mogelijk te zorgen voor voldoende eten. Eveneens in juni 1574 ging hij als grietman en gevolmachtigde akkoord met de door de stadhouder geëiste belasting voor de betaling van zijn soldaten.

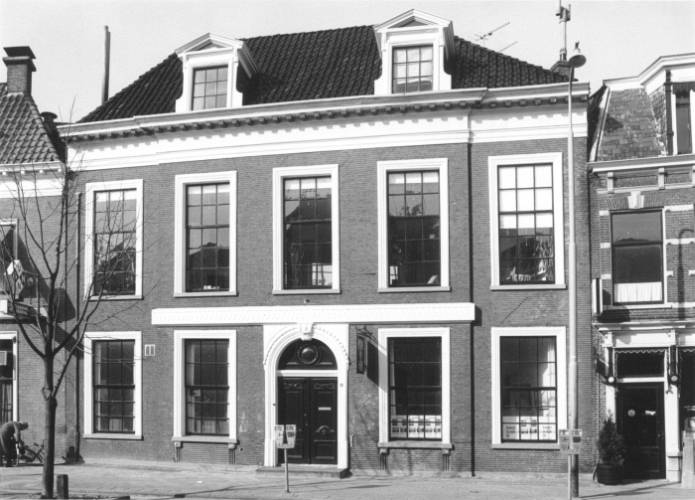
Espelbachhuis, Eewal 65, Leeuwarden

Op 25 maart 1575 stierf Georg van Espelbach in Harlingen op 63-jarige leeftijd. Hij werd begraven in de St. Michielskerk van Almenum en het graf werd bedekt met een monumentale grafplaat. Zijn weduwe verhuisde met de kinderen naar een pand in Leeuwarden, dat later het Espalbachhuis werd genoemd, tegenwoordig Eewal 65.

## Verbanning
Nadat in 1578 de Spaanse koning zijn greep op Friesland had verloren kregen roomse families het moeilijk. In oktober van dat jaar werden in Leeuwarden drie kerken geplunderd, in 1580 werd het Harlinger blokhuis ontmanteld om te voorkomen dat het een steunpunt zou worden voor de naar de Spaanse koning overgelopen stadhouder Rennenberg. De weduwe van Georg van Espelbach, Catharina van Dekema, werd met haar kinderen uit Leeuwarden en Friesland verbannen en ze trokken naar Keulen. Daar overleed Catharina op 26 maart 1618. Haar zoon Sixtus was al in 1613 in Wenen gestorven. Haar zoon Georg en haar dochter Emerentia overleden in 1644 in Keulen. Haar dochter Lucia trouwde in 1583 in Mechelen met Lambrecht van Bronkhorst. Het echtpaar keerde later terug naar de Nederlanden en Lucia stierf in 1635 in Haarlem. Ook dochter Anna keerde na verloop van tijd terug, waarschijnlijk al in 1599. Ze stierf in maart 1642 in Leeuwarden.